# Biserica de lemn din Covrigi

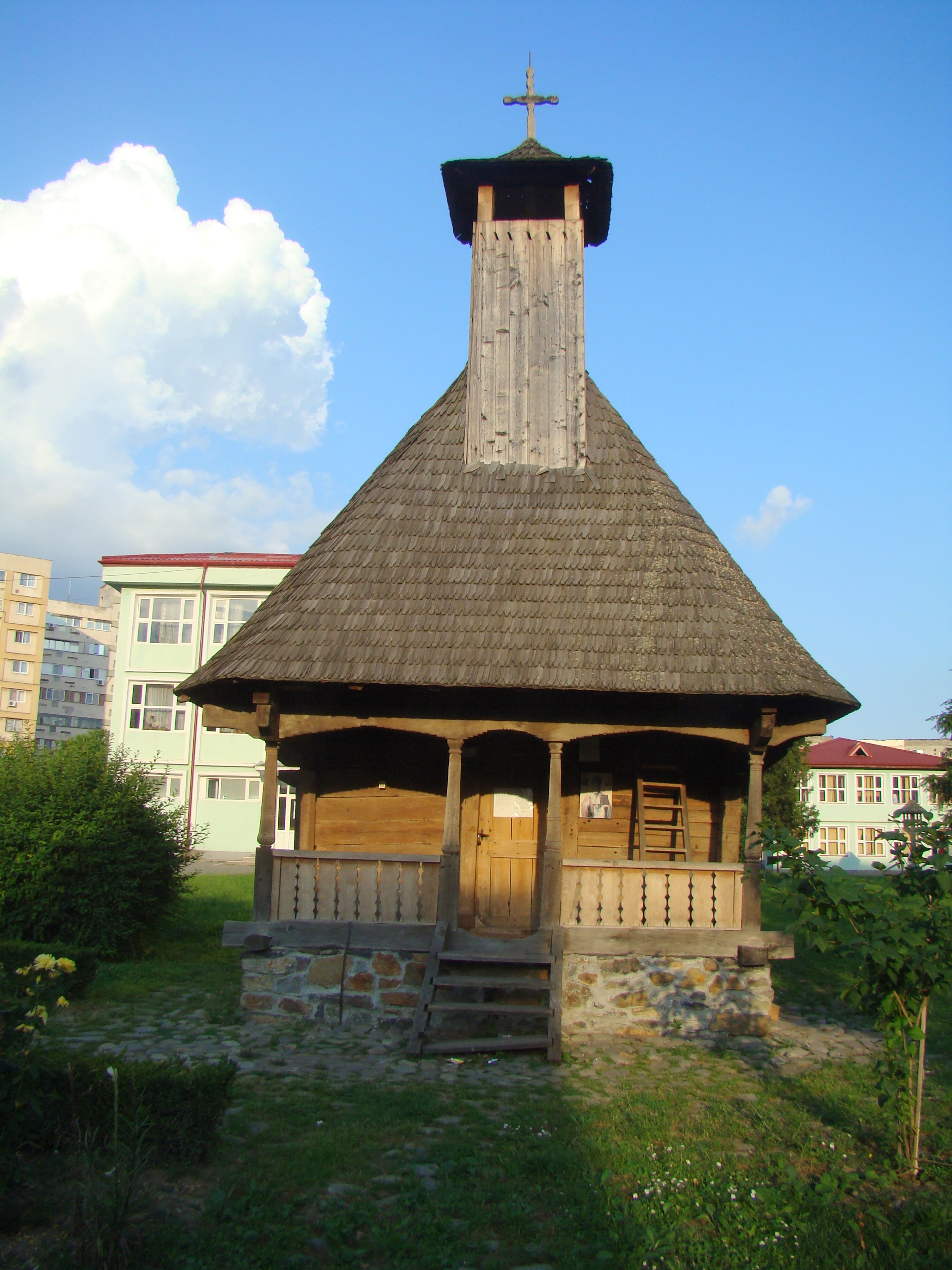
Biserica de lemn „Sfântul Ierarh Nicolae” din Covrigi, comuna Văgiulești, județul Gorj, strămutată în curtea liceului teologic din Târgu Jiu

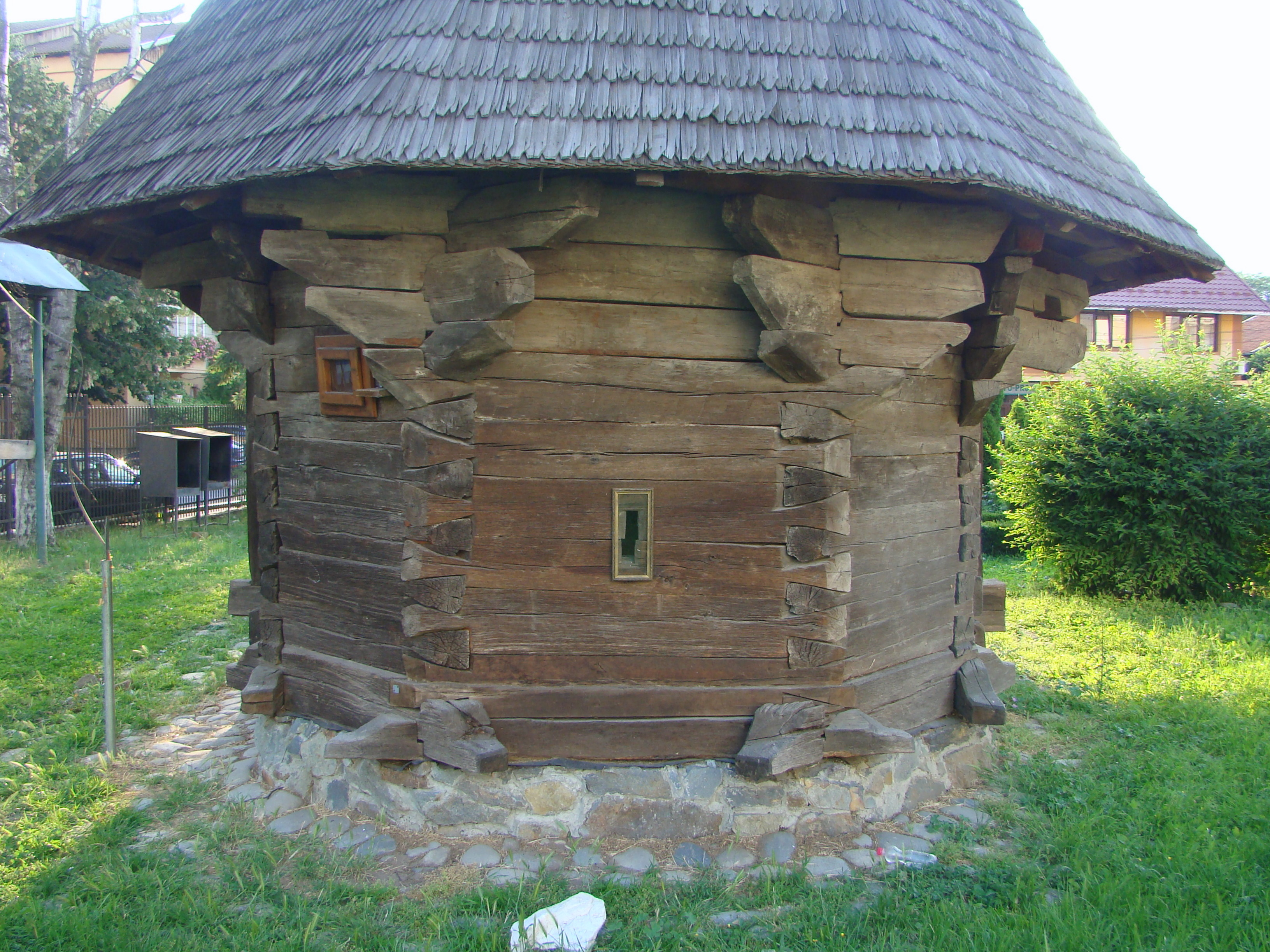
Absida altarului

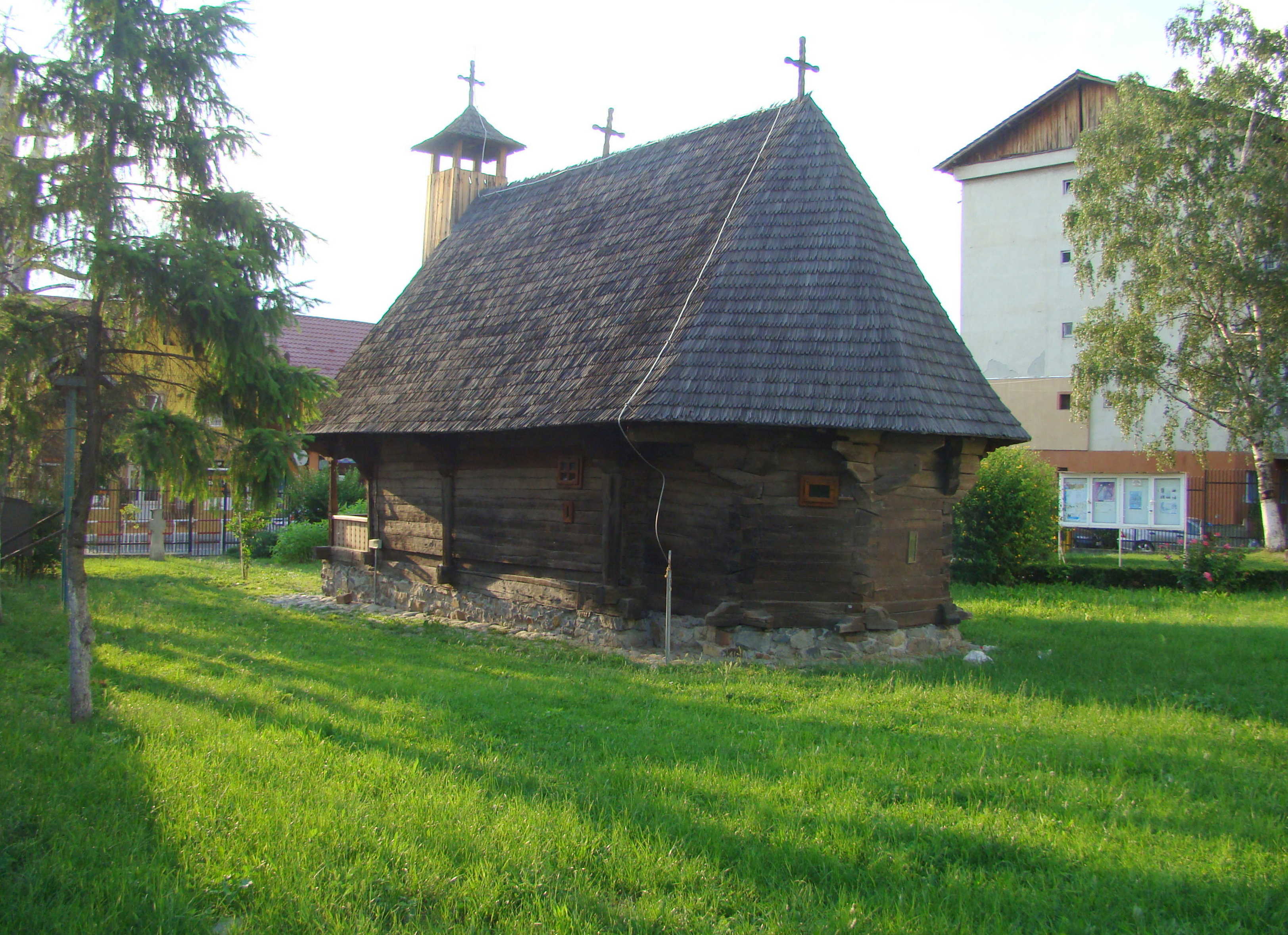
Biserica (sud-est)

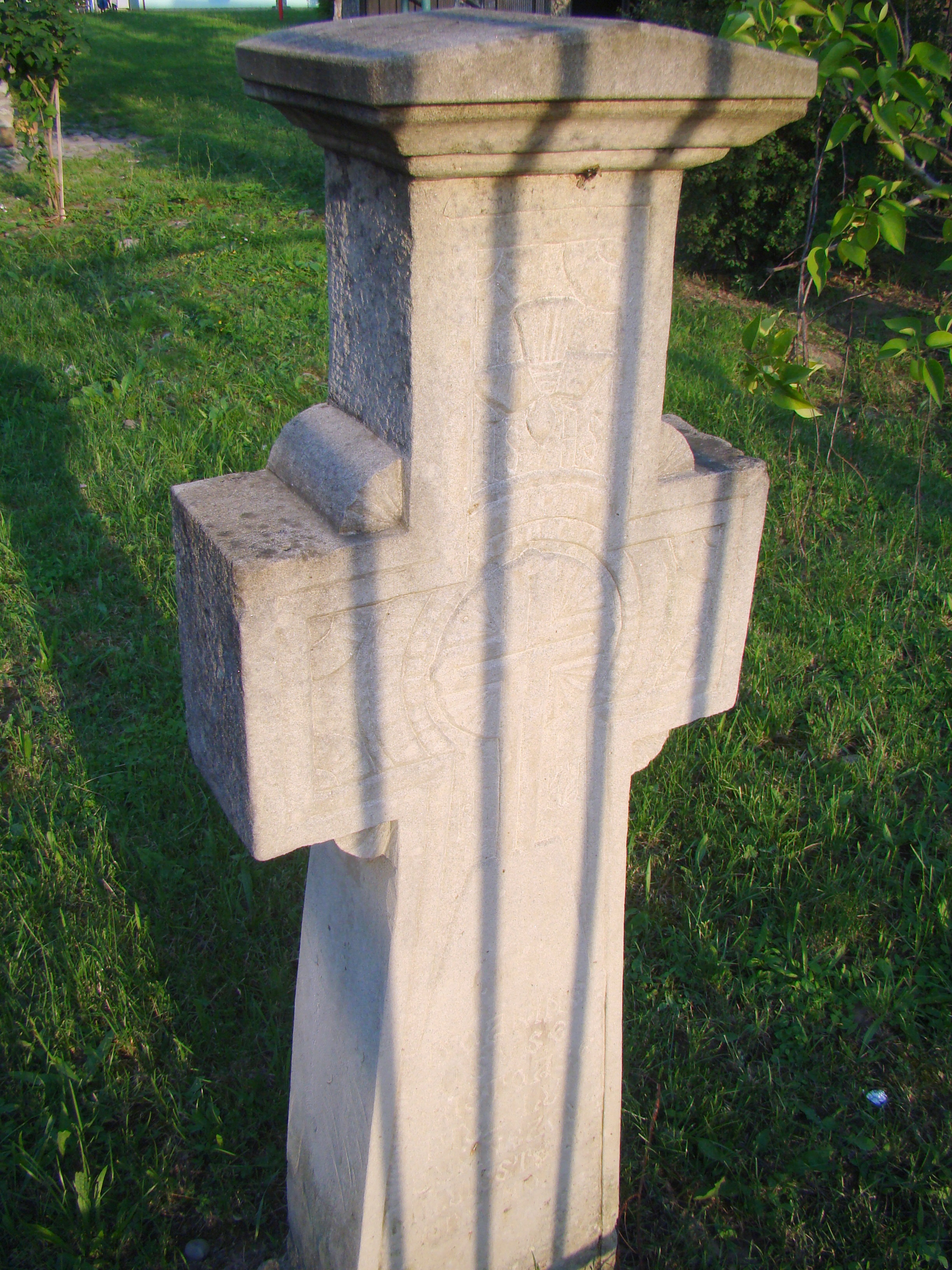
Crucea veche de piatră

Biserica de lemn din Covrigi, comuna Văgiulești, județul Gorj, are hramul „Sfântul Ierarh Nicolae”. Anul construirii bisericii este, probabil, 1768. Conform catagrafiei de la 1840 biserica a fost construită de Stanciu, Constantin, Udrea Șchiopul și Nedelcu Știubalca, fruntași ai cetașilor. 

## Istoric și trăsături
Biserica a aparținut moșenenilor din Valea Hobiței, în prezent sat desființat, înglobat la Covrigi. 
Planimetria bisericii: nava dreptunghiulară, cu o prispă pe latura de vest, care conservă elementele originare, iar absida altarului decroșată, poligonală, cu cinci laturi. Biserica a fost construită la 1768, datare confirmată de elementele arhaice din sistemul constructiv, cum ar fi luminatoarele originare minuscule (20 cm/5 cm). 
Pisania de renovare din „văleatul 7317” (1808-1809) este aproape ștearsă; din ea, în urmă cu câteva decenii, s-a aflat că biserica „s-au preînnoit” de numeroși ostenitori: „pe vremea înălțatului împăratul Rusiei Alexandru Pavlovici, fiind război cu turcii, iar boierii pământului cărora li s-au poruncit cele bune spre folosul ...”.
Se păstrează tâmpla cu Răstignirea și moleniile, o minifriză cu medalioanele profeților, câteva icoane în registrul apostolilor și cel al praznicelor, registrul împărătesc și ușile împărătești, cu Buna Vestire și Solomon și David. Pe icoana împărătească a Mariei cu Pruncul se află consemnarea: „1852, Ion și Constandin zugravii”.
Deteriorată, în urma construirii în imediata sa apropiere a unei biserici de zid, biserica a fost salvată prin strămutarea ei în curtea Seminarului teologic din Târgu Jiu, unde a fost restaurată, prin grija cadrelor didactice, primăriei, Consiliului Județean și Ministerului Culturii și Cultelor. Ultima reparație in situ avusese loc în anul 1972, când fusese refăcut acoperișul, cu pante abrupte și învelitoare de șindrilă. 

## Galerie de imagini

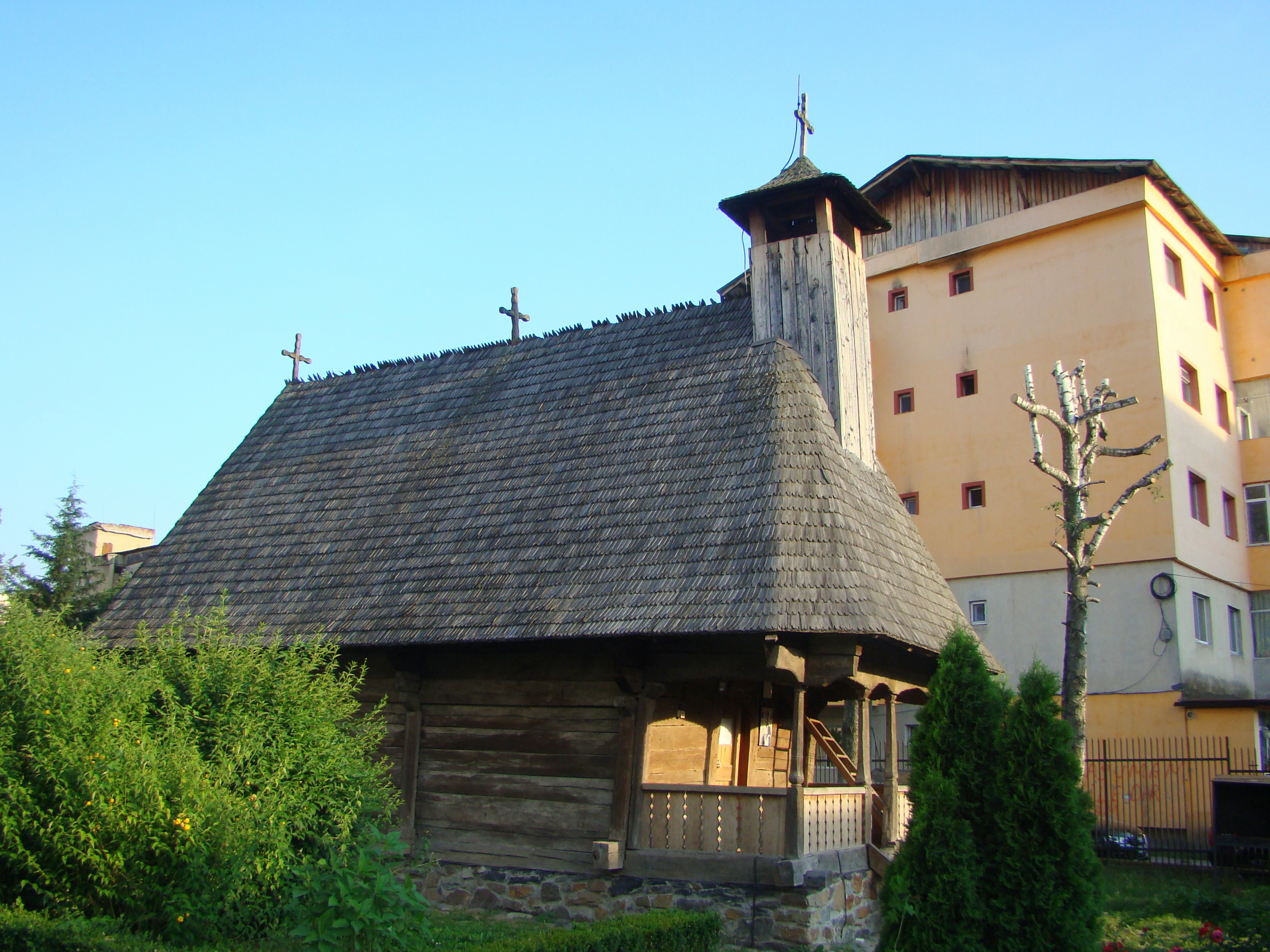
Biserica (nord-vest)
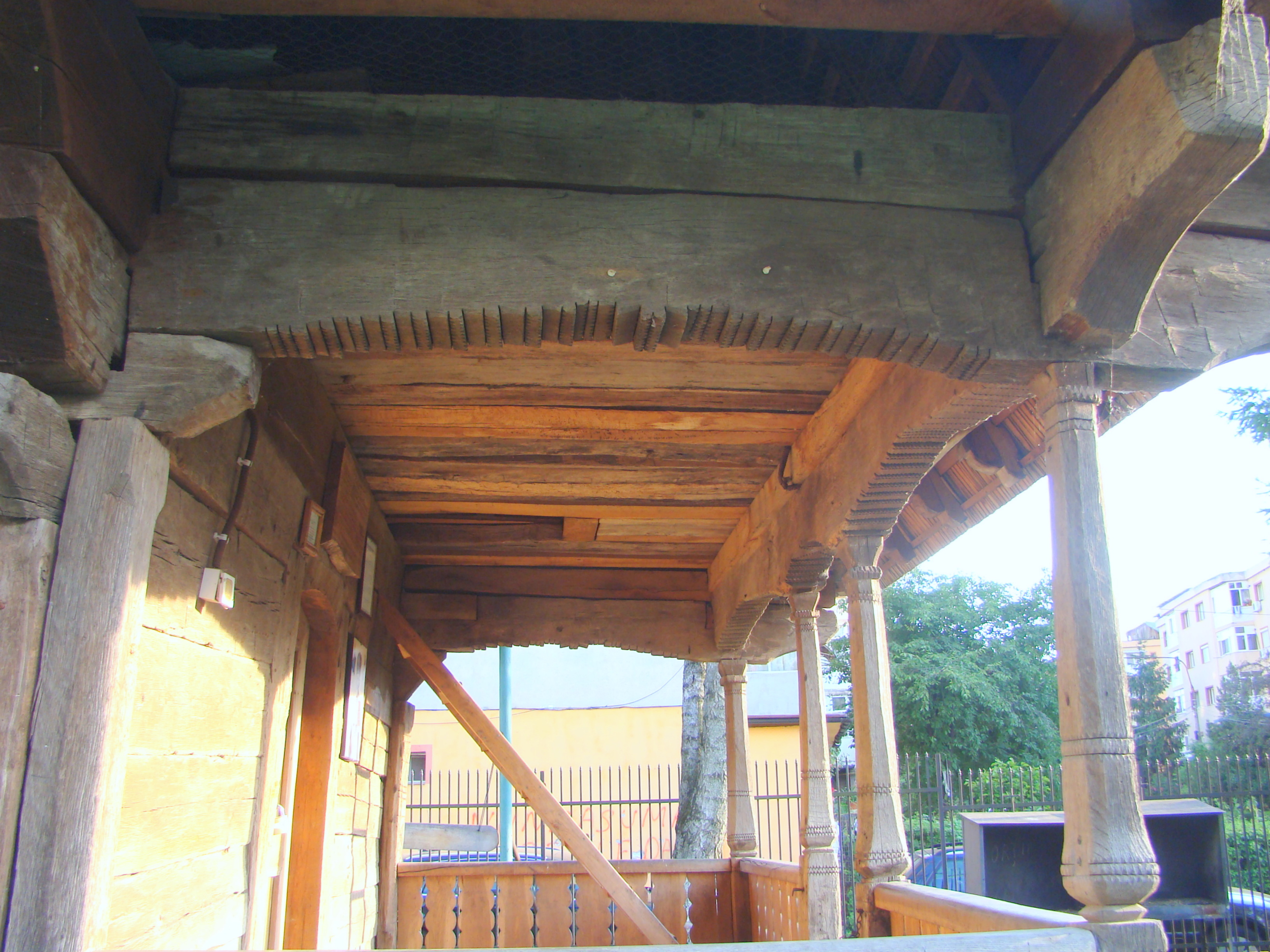
Prispa
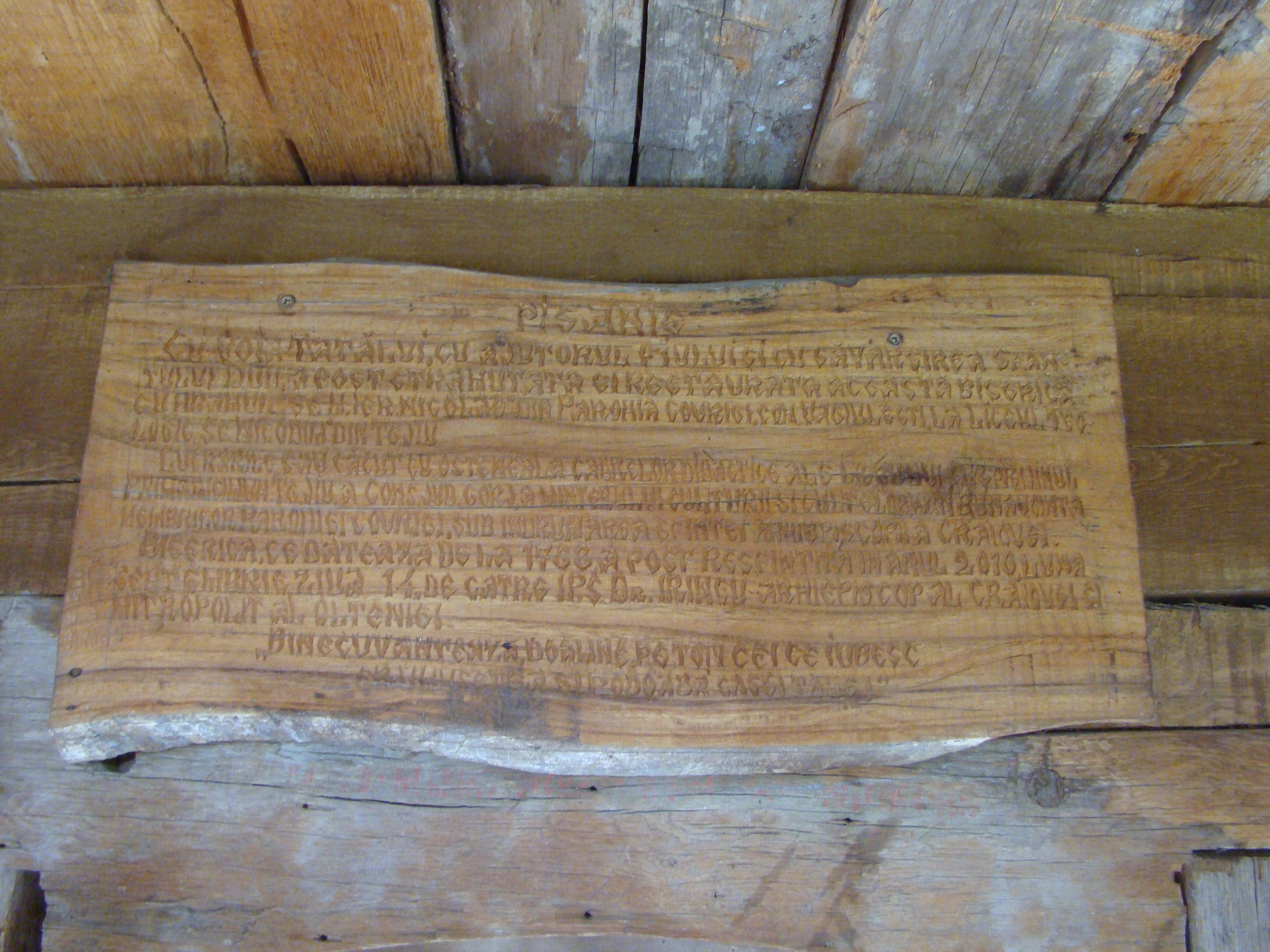
Pisanie
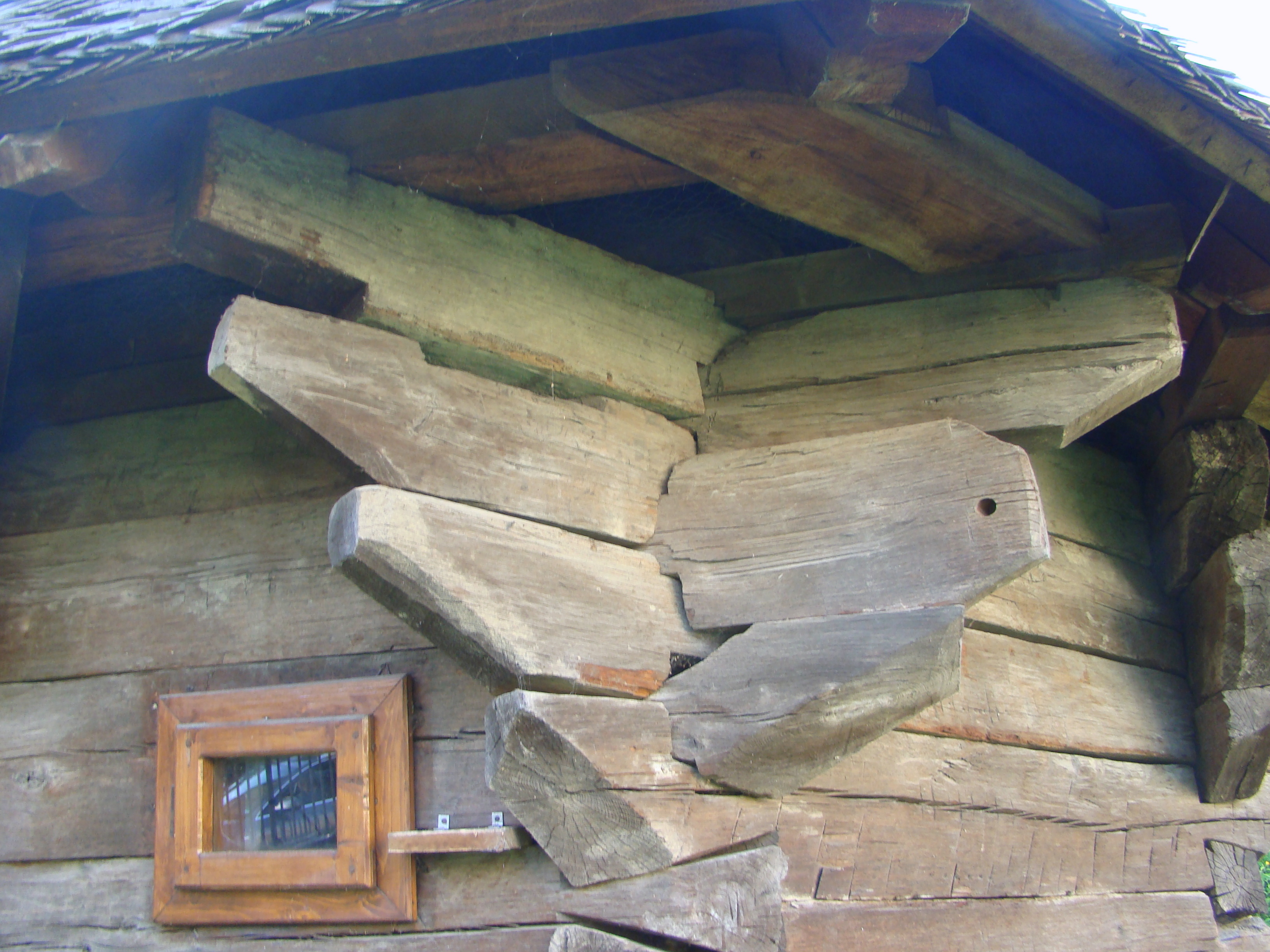
Console
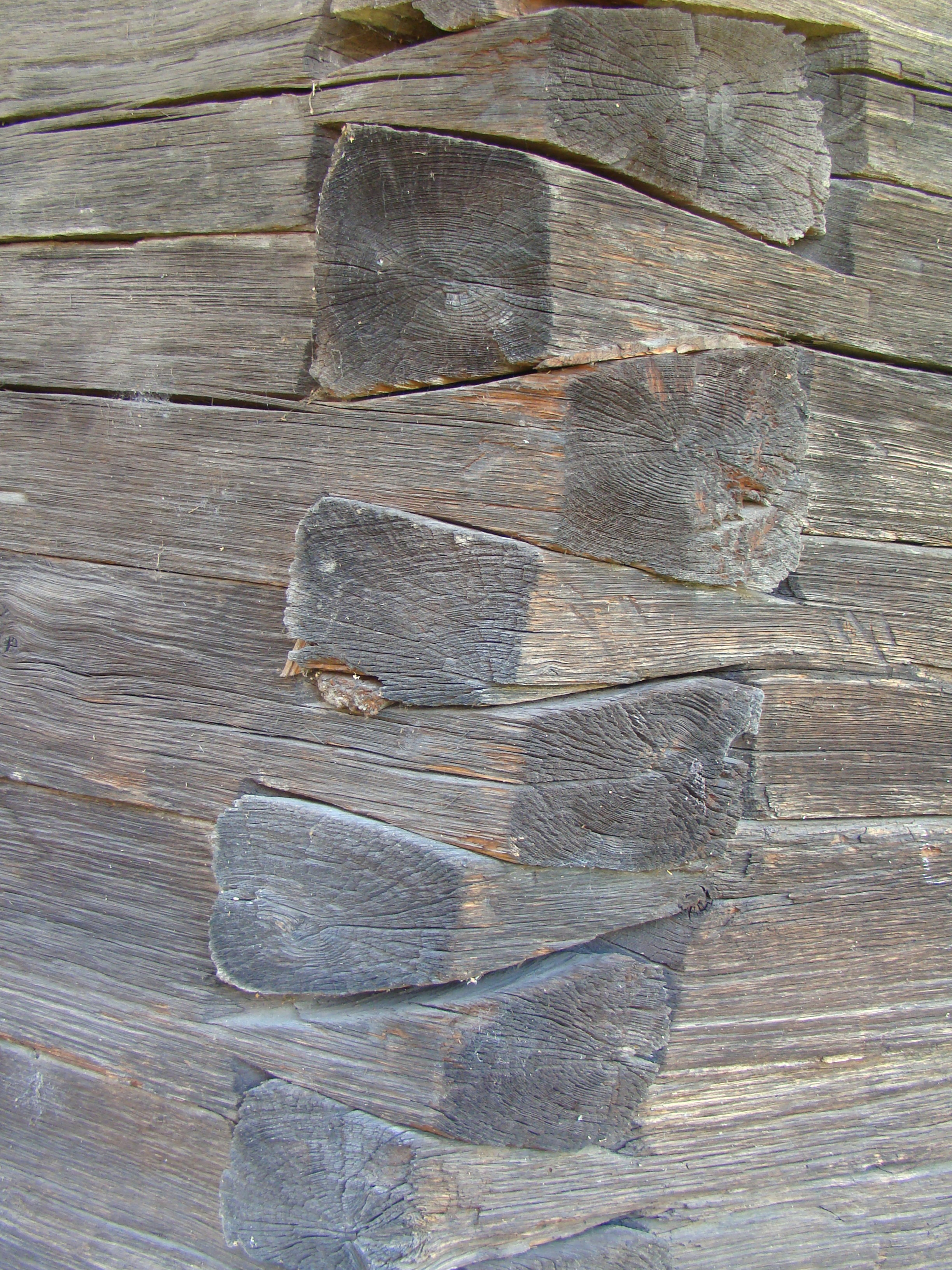
Îmbinări în coadă de rândunică
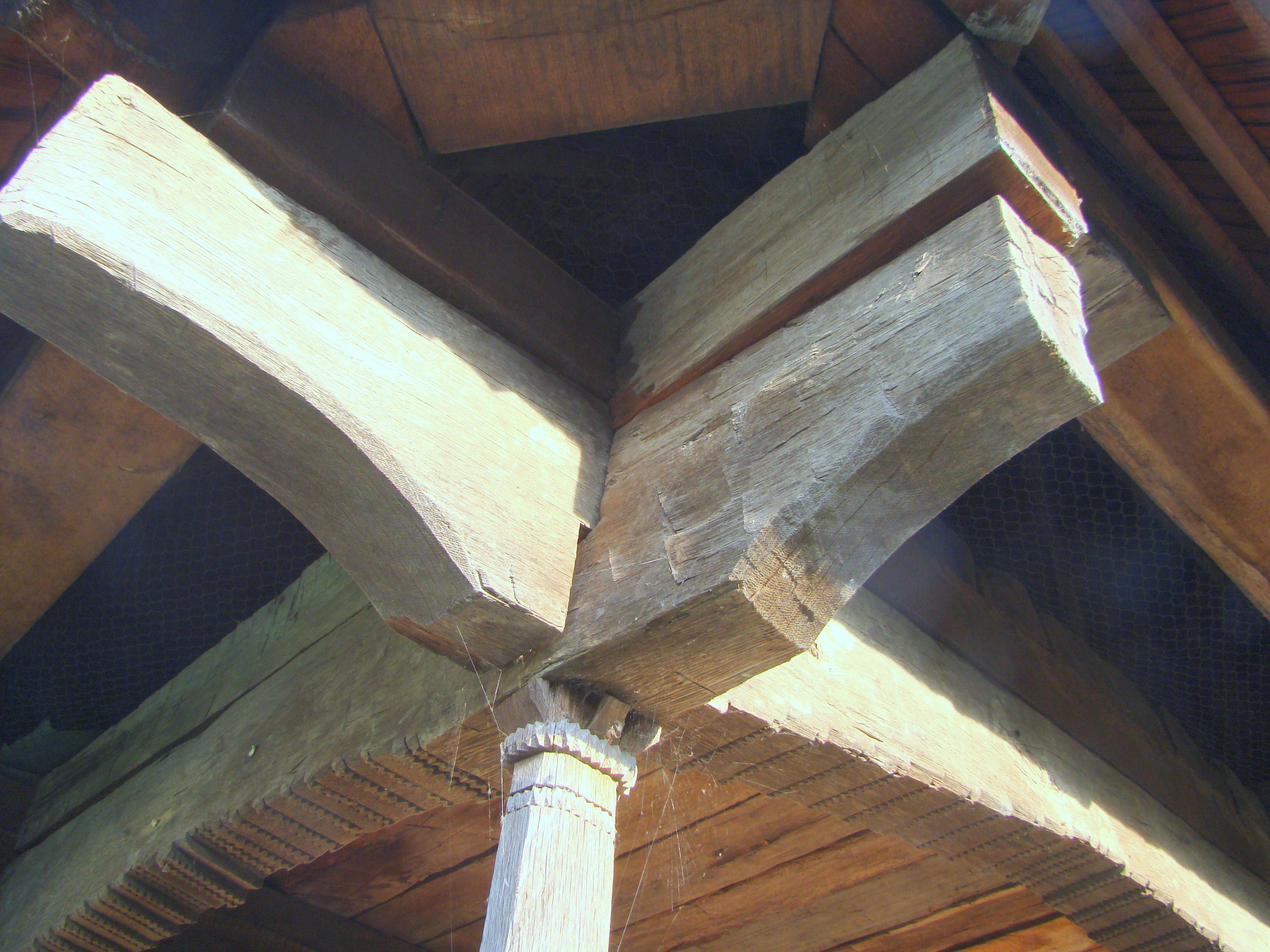
Stâlp şi console la pridvor
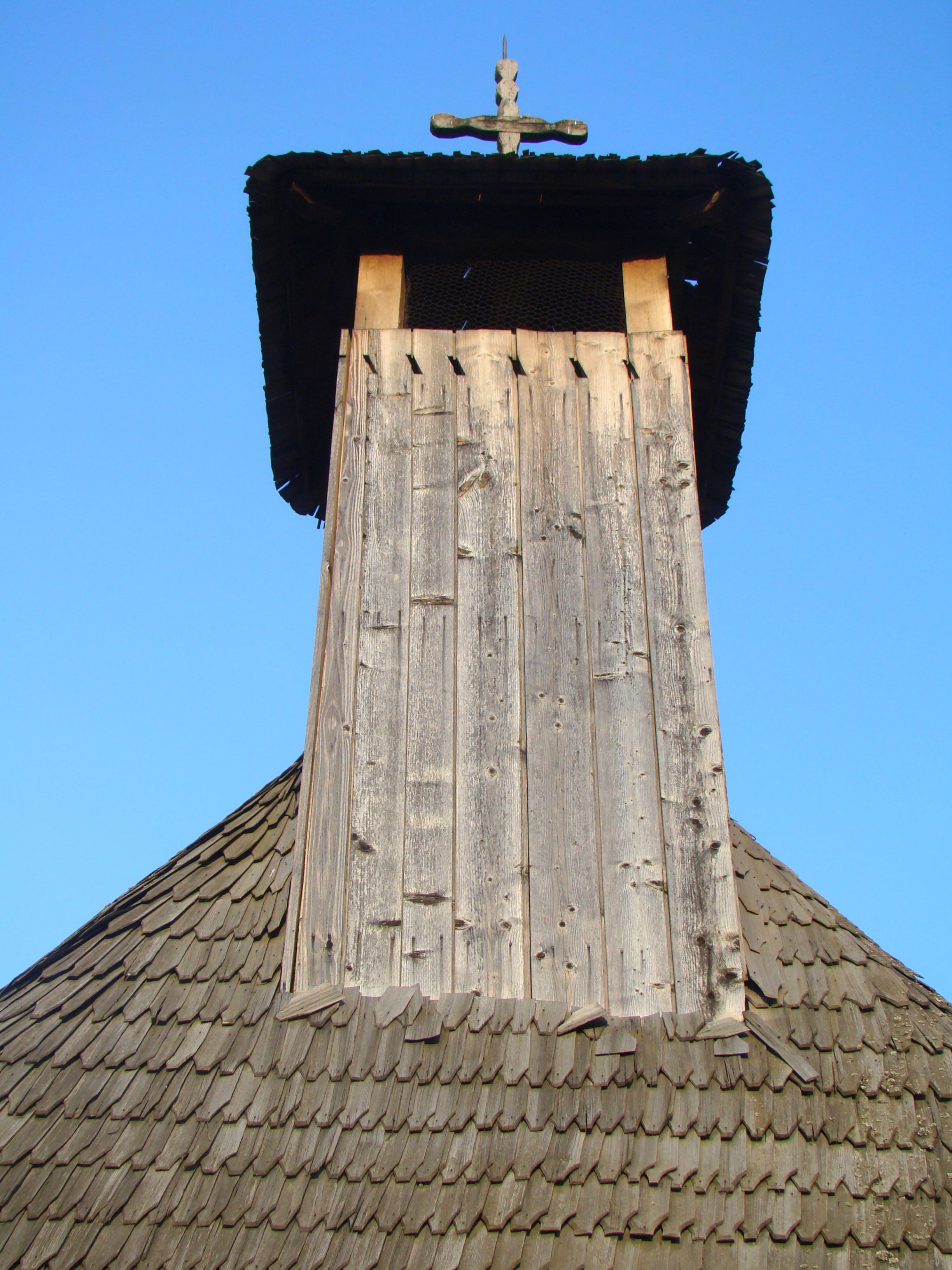
Turnul
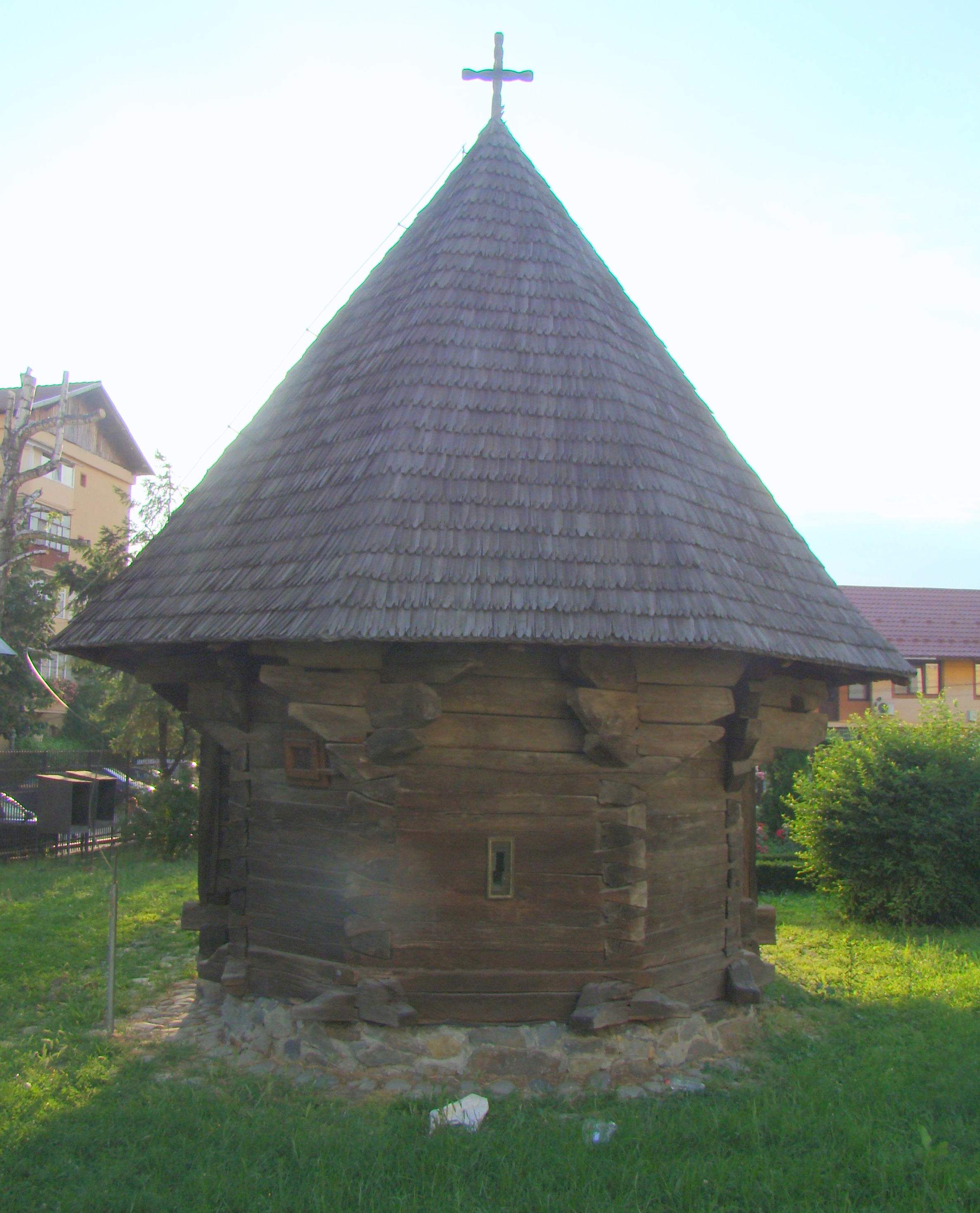
Biserica (est)